# Josep Caminal
Josep Caminal i Badia (Barcelona, 1950) es un directivo y político español.
Ha ocupado diversos cargos directivos públicos y privados, como el de director general de Administración Local de la Generalidad de Cataluña, director general de la Corporación Catalana de Radio y Televisión, concejal del Ayuntamiento de Barcelona, directivo del F. C. Barcelona y secretario de organización de Convergència Democràtica de Catalunya (CDC). Fue director general del Gran Teatro del Liceo de Barcelona desde 1993 hasta 2005, y director general de presidencia del Grupo Godó desde 2005 hasta febrero de 2019.

## Trayectoria
En marzo de 1993 fue nombrado director general del Gran Teatro del Liceo, cargo que mantuvo hasta 2005. Fue impulsor de la modernización técnica del teatro y la apuesta por nuevas tecnologías y por nuevas formas de difusión de la ópera. Caminal era el directos del teatro en el incendio que el 31 de enero de 1994 destruyó lo destruyó y gestionó la reconstrucción hasta la reapertura, el 7 de octubre de 1999. En febrero de 1997, cuando cuatro trabajadores del Liceu fueron imputados por el incendio, Caminal presentó su renuncia. La dimisión no se hizo efectiva hasta enero de 2000, con el teatro ya reconstruido, pero en mayo siguiente las administraciones responsables lo ratificaron en el mismo cargo. En 2005 aceptó una oferta del Grupo Godó, y Rosa Cullell le sustituyó al frente del Liceo. Caminal ha sido también gerente del Consorcio del Palacio de la Música Catalana y del Colegio de Médicos y tuvo un fugaz paso, en 2001, como consejero delegado del Fórum 2004.
De 2005 a 2019 asumió la dirección general de presidencia del Grupo Godó. En febrero de 2019 sus responsabilidades fueron asumidas por Ramon Rovira nombrado adjunto a la presidencia del grupo.